# Kateřina Nash
Kateřina Nash, za svobodna Hanušová (* 9. prosince 1977, Prachatice) je česká všestranná sportovkyně – běžkyně na lyžích, bikerka a cyklokrosařka. Pětkrát se zúčastnila olympijských her, dvou zimních (Nagano 1998, Salt Lake City 2002) a tří letních (Atlanta 1996, Londýn 2012, Rio 2016), čímž se po Kateřině Neumannové stala druhou českou sportovkyní v historii, které se podařilo zúčastnit se letních i zimních her. Je zatím jedinou českou bikerkou, která se prosadila na stupně vítězů v závodech Světového poháru, když dvakrát obsadila druhé místo (poprvé 20. května 2012 v La Bresse), čtyřikrát obsadila třetí místo (poprvé 3. srpna 2008 v Bromontu) a v srpnu 2013 v Mont-Saint-Anne se jí podařilo dokonce zvítězit. Dále jako jediná česká cyklokrosařka zvítězila v závodech Světového poháru (celkem pětkrát). Na olympiádě si nejlepší výsledek vyjela v Riu 2016, kdy v závodě cross country obsadila 5. místo.

## Běh na lyžích
Kateřina začínala jako lyžařka, nejprve v Prachaticích a ve Vimperku, později závodila za SKP Jablonec nad Nisou a Duklu Liberec (1997–1999). Jako juniorka získala zlato a stříbro na mistrovství světa 1994 a 1995 v závodě štafet. V kategorii dospělých startovala na dvou mistrovstvích světa, v Trondheimu 1997 a v Ramsau 1999, kde obsadila 19. místo v kombinaci. Zúčastnila se rovněž dvou ZOH, Nagano 1998 a Salt Lake City 2002, kde jejím nejlepším umístěním bylo 20. místo v běhu na 15 km volně a českou štafetu jako finišmanka dovedla na 4. místo. Ve světovém poháru v běhu na lyžích závodila v letech 1996 až 2001. Startovala ve 22 závodech, jejím nejlepším umístěním bylo 18. místo v kombinaci 10. ledna 2001 v americkém Soldier Hollow. Po sezóně 1998/99 skončila v českém reprezentačním týmu i v Dukle Liberec. Od ledna 2000 získala lyžařské stipendium na univerzitě v Coloradu v USA, kde se zapsala na architekturu, později přestoupila na Nevadskou univerzitu v Renu na studium marketingu. V prosinci 2001 startovala po téměř tříleté odmlce na závodech v Evropě, aby si vybojovala nominaci na olympiádu, což se jí nakonec podařilo. Po olympiádě 2002 jí vypršel věkový limit pro působení v univerzitním lyžařském týmu. V sezóně 2002/2003 závodila za americký lyžařský profi tým, jezdila běžkařské maratony. Poté už se plně zaměřila na cyklistiku.

## Cyklistika

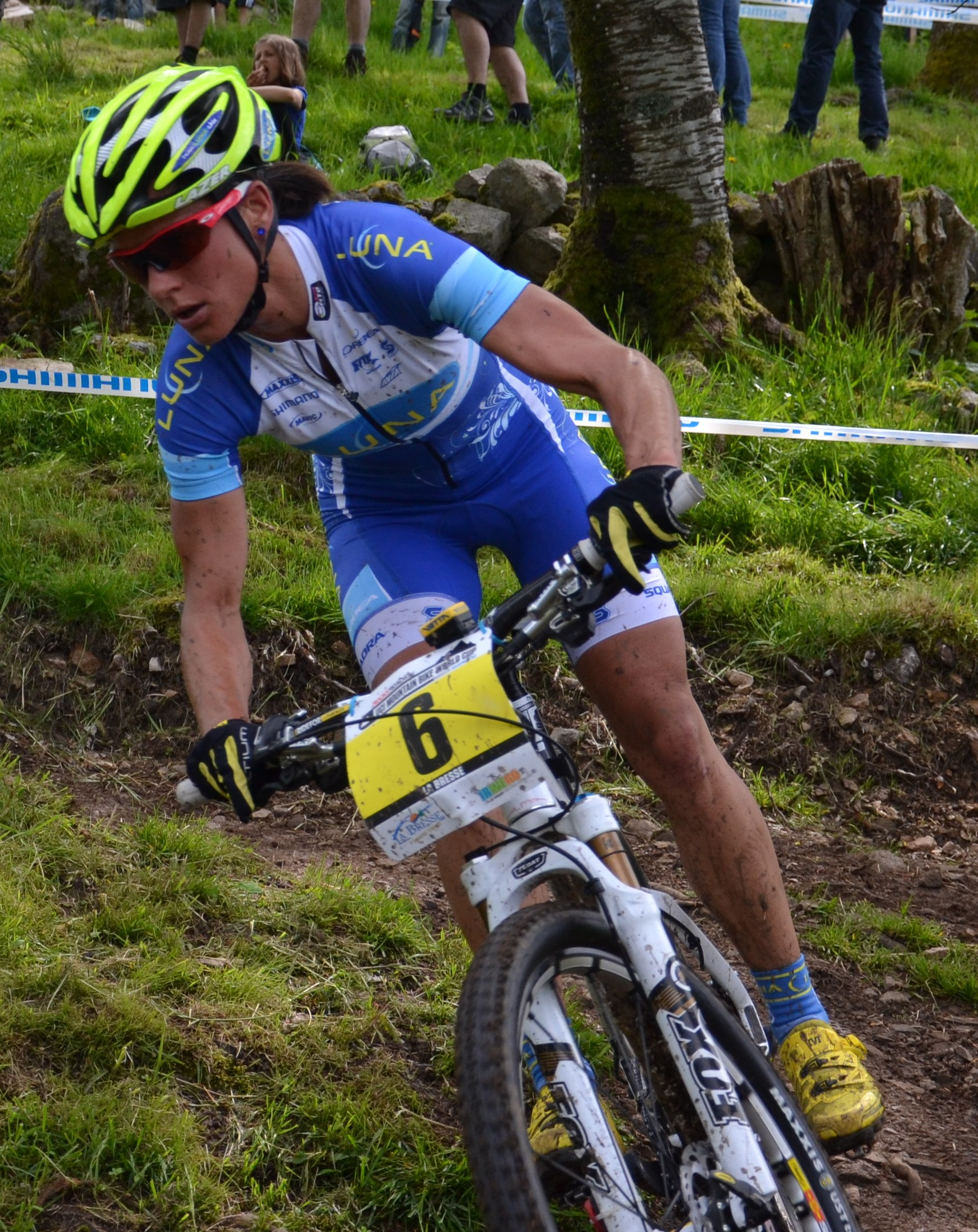
Kateřina Nash na trati světového poháru cross country horských kol v La Bresse ve Francii v roce 2012

Horské kolo bylo pro ni (podobně jako pro Kateřinu Neumannovou, s níž závodila za klub Česká spořitelna MTB) nejprve tréninkový doplněk k běhu na lyžích. U jejích cyklistických začátků stál trenér Jiří Lutovský. V roce 1995 vybojovala pro Česko první medaili z mistrovství světa horských kol – v juniorském závodě byla druhá. V roce 1996 se zúčastnila premiérového závodu horských kol na olympijských hrách v Atlantě a skončila devatenáctá. V letech 2000 a 2001 se stala mistryní České republiky. V roce 1999 zvítězila na mezinárodním mistrovství Slovenska. V roce 2001 na Mistrovství světa v americkém Vailu obsadila 12. místo. Na MTB (cross-country) definitivně přestoupila po ZOH 2002 v Salt Lake City. Tehdy si ji vybral ženský profesionální tým Luna Chix Clif Bar, za nějž závodí mj. i bývalá mistryně světa Alison Dunlap. Výrazněji se prosadila v roce 2006, kdy absolvovala kompletní Světový pohár v XC (celkové 11. místo) a americkou sérii NORBA. Na Mistrovství světa 2006 obsadila 16. místo a v rankingu UCI 32. místo. O rok později přidala bronz z Mistrovství Evropy. V roce 2008 ji jen těsně unikla nominace na olympiádu (v nominačním souboji ji porazila Tereza Huříková), zato dosáhla svého do té doby nejlepšího umístění v jednom ze závodů Světového poháru – 3. místo. Před sezónou 2009 ohlásila roční přestávku v závodění s tím, že zvažuje konec kariéry. Chtěla se více věnovat rodině a novým pracovním příležitostem v oblasti marketingu, popřípadě studovat.
V roce 2010 zvítězila na republikovém šampionátu horských kol cross country, který se konal v Kuřimi. Dne 10. srpna 2013 vybojovala 1. místo v závodě Světového poháru cross country v kanadském Mont-Sainte-Anne, čehož dosáhla jako první a dosud (2016) jediná Češka. O rok později získala tamtéž své další pódiové umístění, tentokrát 3. místo. V sezóně 2013 Kateřina Nash obsadila ve Světovém poháru horských kol cross country v celkovém pořadí 3. místo. V závěru sezóny 2013 začala zvažovat ukončení kariéry, ale v letech následujících se do závodního kolotoče vrátila, i když zdaleka neobjížděla všechny důležité závody. V roce 2016 se zúčastnila MS horských kol v Novém Městě na Moravě, kde vybojovala 2. místo v týmové štafetě a 7. místo v závodě cross country žen. Jako jediná z českých cyklistek byla nominována na olympijské hry do Ria 2016, kde se zúčastnila závodu cross country. V klání se dlouho držela na samotné špici, a ačkoliv nakonec nestačila na vedoucí skupinu bojující o medaile, podařilo se jí zajet dobrý závod a obsadit 5. místo, svoje nejlepší umístění na velkých soutěžích. Sama byla se svým výsledkem velmi spokojená.

### Cyklokros
Díky týmové kolegyni Georgii Gouldové začala Kateřina se závody na horských kolech kombinovat i cyklokros. V roce 2006 se po náročné a úspěšné sezoně na horských kolech dokázala prosadit i v cyklokrosovém závodě Scion Stumptown Cup v Portlandu – tento závod zakončil nejvyšší severoamerickou cyklokrosovou sérii 2006 Crank Brothers U.S. Gran Prix of Cyclocross. Od té doby jezdí cyklokros pravidelně a v roce 2008 v něm získala bronzovou medaili na Mistrovství Evropy a rovněž obsadila 3. místo v jednom ze závodů Světového poháru v cyklokrosu v Pijnackeru, čímž tehdy vyrovnala historicky nejlepší výsledek českých cyklokrosařek v této soutěži (před ní jej dosáhla Pavla Havlíková). Na Mistrovství České republiky v Táboře 2010, kde vládlo to pravé zimní počasí, zvítězila. V lednu 2010 vyhrála závod Světového poháru v cyklokrosu v Roubaix a obsadila čtvrté místo na cyklokrosovém Mistrovství světa v Táboře. O rok později v německém St. Wendelu získala svoji první cyklokrosovou medaili na Mistrovství světa, když dojela na třetím místě. V říjnu 2011 vyhrála v Táboře svůj druhý závod Světového poháru.
Dne 30. prosince 2012 vyhrála poprvé závod Superprestige. Na světovém šampionátu 2012 v belgickém Koksijde obsadila 8. místo, v roce 2013 v Louisville v USA 4. místo. Cyklokrosové Mistrovství světa v nizozemském Hoogerheide následující rok vynechala a na Mistrovství světa 2015 v Táboře byla pátá. V cyklokrosové sezóně 2014/15 se stala národní šampiónkou na Mistrovství České republiky mládeže a žen v Milovicích. V sezóně 2014/15 startovala ve třech závodech Světového poháru (Namur 1. místo, Heusden-Zolder 2. místo a Hoogerheide 2. místo). V cyklokrosovém závodě Superprestige v Diegemu 2014 obsadila 3. místo. V sezóně 2015/16 si v Las Vegas dojela v historicky prvním závodu SP v Severní Americe pro čtvrté pohárové vítězství v kariéře. Zatím poslední vítězství vybojovala v prosinci 2016 v Namuru. Na Mistrovství světa 2017 v Bieles získala bronzovou medaili.

## Osobní život
Na olympiádě v Naganu se poznala se svým budoucím manželem, po roce spolu začali chodit. V lednu 2000 odešla kvůli studiu do USA. Jeden semestr studovala v coloradském Boulderu. V prosinci 2004 promovala na University of Nevada v Renu. Dne 14. září 2005 se ve svých rodných Prachaticích po sedmileté známosti provdala za bývalého amerického lyžaře Marcuse Nashe. Obřadu se zúčastnili jako hosté i lyžařský exmistr světa Martin Koukal či cyklokrosový reprezentant Petr Dlask. Poté, co si řekli „ano“, absolvovali novomanželé kolečko na dřevěných lyžích s jedním vázáním kolem prachatického náměstí. Pak ještě přišel na řadu okruh na dvojkole. S manželem žije v Kalifornii – nejprve bydleli v horském středisku Truckee, v roce 2013 se přestěhovali do přímořského Emeryville. I po svatbě si ponechala české občanství. Na částečný úvazek pracovala pro malou reklamní agenturu v Truckee.
Její starší sestra Lucie Hanušová (* 26. listopadu 1976 v Prachaticích) byla stejně sportovně nadaná jako Kateřina. Během studijního pobytu v USA však tragicky zahynula 11. ledna 1999 na sněžném skútru v Yellowstonském parku. Na její památku rodiče založili Nadační fond Lucie Hanušové.